# Podgać (przystanek kolejowy)
Podgać (ukr. Підгать, ros. Подгать) – przystanek kolejowy w miejscowości Podgać, w rejonie jaworowskim, w obwodzie lwowskim, na Ukrainie.
Przystanek istniał przed II wojną światową.